# Peter van Luxemburg

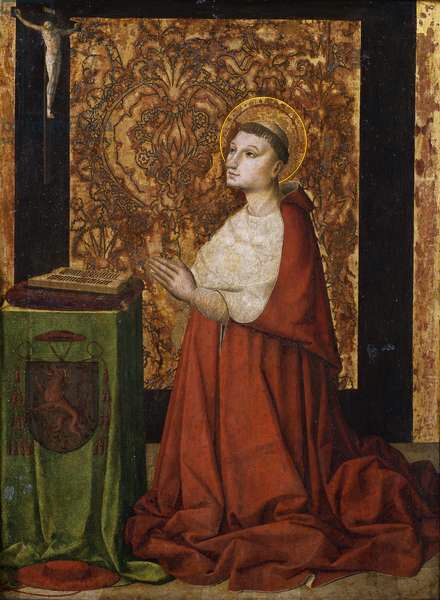
Kardinaal-bisschop Peter van Luxemburg

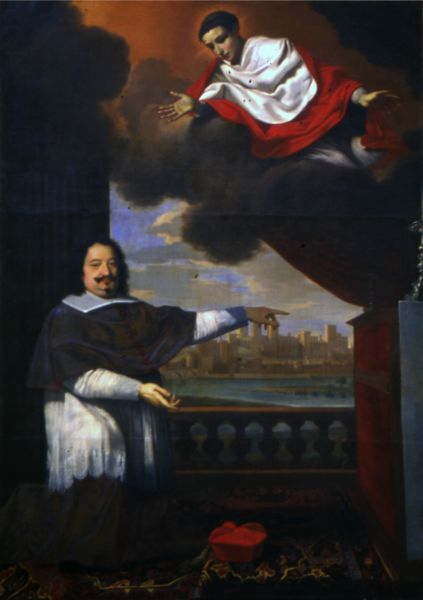
Frederik Sforza wijst naar Avignon; boven: Peter, beschermer van Avignon

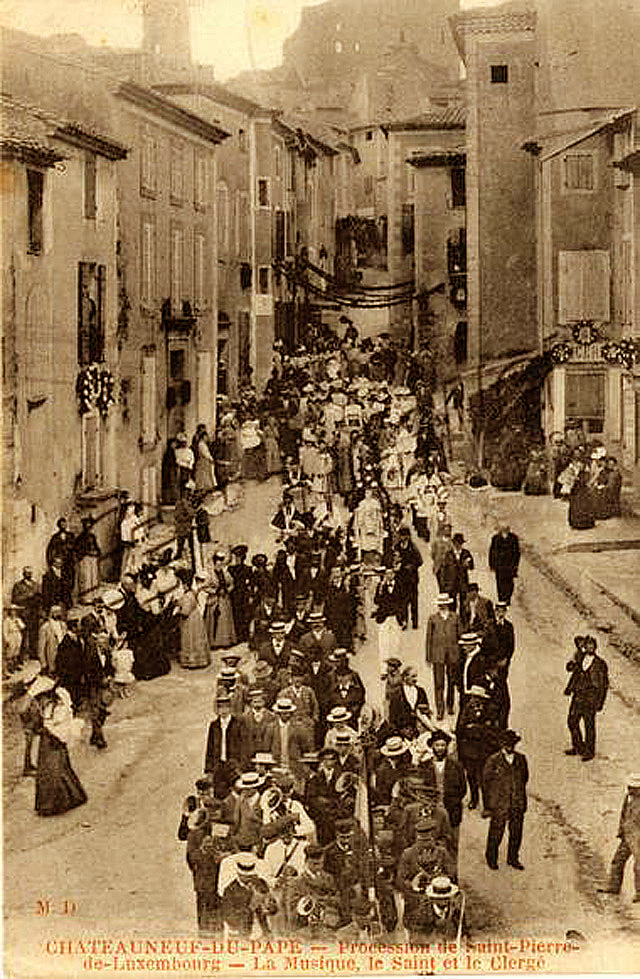
Processie in Châteauneuf-du-Pape voor de zalige Peter van Luxemburg

Peter van Luxemburg (Ligny-en-Barrois, 20 juli 1369 – Villeneuve-lès-Avignon, 2 juli 1387) was een Frans edelman en kardinaal, alsook bisschop van Metz (1384-1385) dankzij tegenpaus Clemens VII. Ondanks de bijdrage van Peter aan het Westers Schisma, verklaarde de paus van Rome hem later zalig.
Deze tiener is een van de patroonheiligen van de stad Avignon.
Omdat Peter behoorde tot de afgescheurde Roomse Kerk van de tegenpaus in Avignon, werd hij ook genoemd pseudokardinaal en tegenbisschop van Metz.

## Levensloop

### Wees
Peter was een telg van het grafelijk huis van Luxemburg-Ligny in het koninkrijk Frankrijk. Hij was een zoon van Gwijde, graaf van Saint-Pol en van Ligny-en-Barrois en van Mahaut de Châtillon, gravin van Saint-Pol. Aan de leeftijd van vier jaar waren zijn beide ouders gestorven. Jeanne, gravin van Orgières, een tante van Peter, voedde hem op in haar kasteel van Saint-Pol. 

### Kanunnik
In 1377 – Peter was acht jaar – stuurde zijn tante hem naar de kapittelschool van de Notre-Dame in Parijs. Een jaar later verleende tegenpaus Clemens VII hem het ambt van kanunnik van de Notre-Dame (1378); Clemens VII was datzelfde jaar met prelaten uit Frankrijk tot tegenpaus in Fondi gekroond. Het Westers Schisma was een feit.
Als kanunnik studeerde Peter vervolgens aan het College van Navarra. Hier geraakte hij bevriend met Pierre d’Ailly, de latere kardinaal d’Ailly en vooraanstaand theoloog in het Westers Schisma.
In 1380 dook Peter op in Londen aan het hof van Richard II, koning van Engeland. De 12-jarige Peter was negen maanden zijn gijzelaar. De militaire kwestie tussen een oudere broer van Peter en koning Richard II geraakte opgelost en Peter keerde terug naar Parijs. Tegenpaus Clemens VII schonk Peter nog meer gunsten. In 1381 werd Peter aartsdiaken van Dreux in het bisdom Chartres. 1382 werd Peter bovendien kanunnik in de Onze-Lieve-Vrouwekathedraal van Kamerijk. Dit ging gepaard met een post van aartsdiaken in Brussel, gelegen in het bisdom Kamerijk. 

### Kardinaal-bisschop
In 1384 volgde nog een dubbele benoeming: de 15-jarige Peter werd verkozen tot prins-bisschop van Metz in het Heilige Roomse Rijk (februari 1384) en werd formeel kardinaal-diaken in Rome (april 1384). In Parijs werd Peter snel tot diaken gewijd. Zijn titelkerk in Rome was de San Giorgio in Velabro. Omwille van zijn benoeming door de tegenpaus in Avignon, betekende deze titelkerk in Rome niets. Peter heeft nooit inkomsten gehad van deze Romeinse basiliek.
Nog hetzelfde jaar 1384 deed Peter zijn intrede in de kathedraal van Metz. Aanvankelijk was de situatie rustig; hij hield er zich bezig met pastorale bezoeken samen met zijn hulpbisschop. Doch Thilmann Vuss, de bisschop van Metz benoemd door de paus in Rome, was in aantocht; prins-bisschop Vuss genoot bovendien de steun van koning Wenceslas I van het Heilige Roomse Rijk. Het volk in Metz begon te morren tegen Peter. Zo verweten ze diaken Peter dat hij nog steeds geen bisschopswijding ontvangen had. Zijn broer Valerianus kwam met een militie soldaten orde op zaken stellen in Metz. Toen Peter zijn stervende broer Robert in Ligny bezocht, was er opnieuw oproer. De militie van Valerianus keerde met Peter terug naar Metz. De soldaten brachten heel wat vernielingen aan; zo brandden ze boerderijen af. Het volk morde nog meer. Peter zag af om de bisschopstroon van Metz terug in te nemen en reisde naar Parijs (1385). Hij gaf de bisschopszetel van Metz terug aan tegenpaus Clemens VII. Deze laatste vorderde hem in Avignon.
In 1386 verbleef kardinaal Peter van Luxemburg aan het pauselijk hof in Avignon. Hij leefde ascetisch, in tegenstelling tot de andere kardinalen. Peter trok zich terug in Villeneuve-lès-Avignon, aan de overkant van de Rhône op Frans grondgebied. Hij werd bedlegerig door een zware ziekte (1387). Zijn idee om pauselijk gezant in Londen te worden, gaf hij op. Enkele maanden later stierf de 18-jarige kardinaal. 

### Mirakels
Peter werd begraven op het kerkhof Saint-Michel in Avignon, destijds een armenkerkhof. Jan van Luxemburg-Ligny, een broer van Peter, startte met de bouw van een kerk op het graf. Het kerkhof van Saint-Michel kende enkele mirakels rond het graf. Onder meer een overleden kind dat op het graf van Peter gelegd was, stond op uit de dood. Koningin Maria uit Napels, Filips de Goede van Bourgondië, koning Karel VII van Frankrijk maar ook adel in het Heilige Roomse Rijk ijverden voor zijn zaligverklaring (1388). De Orde der Celestijnen bouwde een convent naast het kerkhof Saint-Michel, op bevel van tegenpaus Clemens VII. Deze paus werd op zijn vraag begraven in de kerk van Peter van Luxemburg (1401).

## Eerbewijzen
- Frederik Sforza, vice-legaat in de pauselijke stadstaat Avignon, verklaarde Peter van Luxemburg patroonheilige van de stad (1432).
- Paus Clemens VII, de “echte" Clemens VII of Giulio de’ Medici, verklaarde Peter van Luxemburg zalig meer dan honderd jaar na diens dood (1527). Dit was merkwaardig want Peter van Luxemburg behoorde tot de afgescheurde Kerk van Avignon. Er volgden vereringen van Peter in de bisdommen Avignon, Metz, Verdun, Parijs en later in het bisdom Luxemburg. Tijdens de Franse Revolutie werden de relikwieën geroofd in de Celestijnenkerk in Avignon.
- Tot in de 20e eeuw werden er processies in de Provence gehouden ter ere van de zalige Peter van Luxemburg. Dit gebeurde onder meer in Villeneuve-lès-Avignon en in Châteauneuf-du-Pape. Peter werd er afgebeeld als een jongen in kardinaalshabijt.
- Het Musée Pierre-de-Luxembourg bevindt zich in Villeneuve-lès-Avignon, Rue de la République 3. Het is een voormalige residentie van kardinalen uit Avignon. Het museum is naar hem genoemd. Volgens de traditie stierf Peter van Luxemburg op deze plek in 1387.

- Gemeinsame Normdatei: 131564986
- International Standard Name Identifier: 0000 0000 5133 6402
- Library of Congress Control Number: nr93008198
- LIBRIS: 268515
- Système universitaire de documentation: 029753473
- Virtual International Authority File: 89167647
- WorldCat: E39PBJktwgGRGcdH7JdFfvmmVC